# 우화구

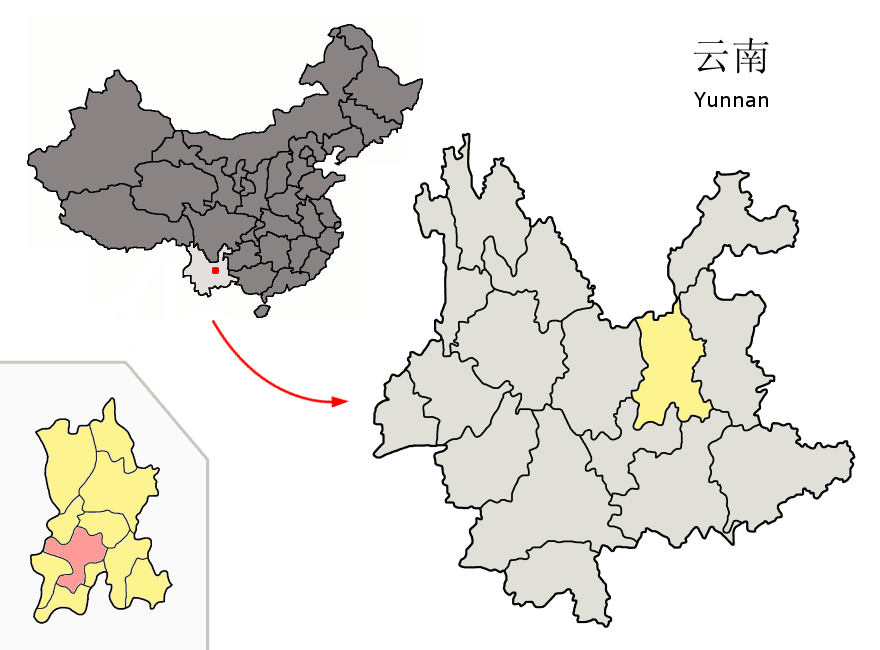
쿤밍 시구의 위치

우화구(한국어: 오화구, 중국어: 五华区, 병음: Wǔhuá Qū)는 중화인민공화국 윈난성 쿤밍 시의 현급 행정구역이다. 넓이는 398km2이고, 인구는 2007년 기준으로 650,000명이다.

## 행정 구역
9개 가도, 2개 향을 관할한다.
- 가도: 护国街道 , 大观街道 , 华山街道 , 龙翔街道 , 丰宁街道 , 莲华街道 , 红云街道 , 黑林铺街道 , 普吉街道
- 향: 厂口乡 , 沙朗乡